# Dominick Cruz
Dominick Rojelio Cruz (San Diego, 9 marzo 1985) è un lottatore di arti marziali miste statunitense di origini messicane.
Combatte nella divisione dei pesi gallo per la promozione statunitense UFC, nella quale è stato campione di categoria dal 2010 al 2014 e poi di nuovo nel 2016; è stato anche l'ultimo campione di categoria WEC. Ha fatto da allenatore nella quindicesima stagione del reality show The Ultimate Fighter ed è inoltre attivo come commentatore per alcuni eventi della UFC.
Nel 2010 è stato inserito al secondo posto nella lista dei venticinque migliori lottatori del mondo under-25.

## Carriera nelle arti marziali miste
Cruz inizia la sua carriera nelle arti marziali miste lottando nella Rage in a Cage e nell'organizzazione Total Combat.

### World Extreme Cagefighting
Il suo primo combattimento nella WEC è stato per il titolo dei pesi piuma, che perde contro Urijah Faber al primo round per sottomissione. In seguito scende nella categoria dei pesi gallo battendo in successione Charlie Valencia, Ian McCall, Ivan Lopez e il top contender Joseph Benavidez a WEC 42, alla prima sconfitta in carriera.
A WEC 47 batte il campione in carica Brian Bowles, impossibilitato a proseguire il match a causa della frattura della mano, laureandosi nuovo WEC Bantamweight Champion. Cruz in seguito difende con successo gli assalti alla sua cintura in un rematch contro Benavidez e contro Scott Jorgensen a WEC 53. Con questa vittoria Cruz viene promosso a campione dei pesi gallo UFC dopo la fusione delle due federazioni.

### Ultimate Fighting Championship
La prima difesa in un pay per view UFC avviene in un rematch contro Faber il 2 luglio 2011 a UFC 132. In un combattimento molto contestato Cruz si prende la rivincita dell'unica sconfitta patita in carriera e vince per decisione unanime. In seguito al combattimento Cruz viene premiato con la cintura blu in Jiu jitsu brasiliano da Lloyd Irvin, Jr.
La seconda difesa del titolo avviene contro Demetrious Johnson il 1º ottobre 2011 mentre il successivo incontro previsto per il campione dei pesi gallo è l'ennesimo match con Faber, che ha sconfitto Brian Bowles in un incontro per decretare il contendente numero uno ad UFC 139; la trilogia tra i due saltò a causa di un infortunio capitato proprio a Cruz.
A causa dei continui infortuni che lo tennero lontano dalla gabbia per più di due anni Cruz fu costretto a lasciare vacante il proprio titolo: avrebbe infatti dovuto tornare a difendere la cintura contro il campione ad interim Renan Barão il 1º febbraio 2014 ma Cruz subì un nuovo acciacco e lasciò il proprio titolo.
Il ritorno nella gabbia avvenne nel settembre 2014, dopo quasi tre anni dal suo ultimo incontro, e Cruz dimostrò di essere ancora un top fighter liquidando il numero 5 dei ranking Takeya Mizugaki in un minuto per KO tecnico. Solamente tre mesi dopo Cruz riportò una lesione al legamento crociato anteriore e dovette far fronte ad un ulteriore stop.

#### Ritorno e conquista del titolo
A gennaio del 2016 ritornò dall'infortunio per affrontare TJ Dillashaw in un match valido per il titolo dei pesi gallo. Dopo un incontro molto equilibrato durato ben cinque riprese, Cruz ottenne la vittoria per decisione non unanime divenendo per la seconda volta il campione di categoria. Entrambi gli atleti vennero premiati con il riconoscimento Fight of the Night.
Il 4 giugno dovette affrontare per la terza volta il suo acerrimo rivale Urijah Faber in un incontro valido per il titolo di categoria all'evento UFC 199. Dopo un match durato ben cinque round, Cruz difese con successo il titolo vincendo per decisione unanime.

#### Perdita del titolo
A dicembre dello stesso anno dovette difendere il titolo contro Cody Garbrandt all'evento UFC 207. Dopo cinque round molto combattuti, Cody ebbe la meglio negli scambi in piedi mandando più volte al tappeto Dominick, che infine perse il titolo per decisione unanime dopo quasi dieci anni di imbattibilità. Entrambi gli atleti vennero premiati con il riconoscimento Fight of the Night.
Di nuovo martoriato dagli infortuni, Cruz ritorna a combattere solo nel maggio 2020 affrontando il campione dei pesi gallo Henry Cejudo a UFC 249; la medaglia d'oro olimpica, tuttavia, riesce a imporsi per KO sul finire della seconda ripresa.

## Risultati nelle arti marziali miste
| Risultato | Record | Avversario         | Metodo                           | Evento                              | Data              | Round | Tempo | Città                     | Note                                                                         |
| --------- | ------ | ------------------ | -------------------------------- | ----------------------------------- | ----------------- | ----- | ----- | ------------------------- | ---------------------------------------------------------------------------- |
| Sconfitta | 24-4   | Marlon Vera        | KO (calcio alla testa)           | UFC on ESPN: Cruz vs. Vera          | 13 agosto 2022    | 4     | 2:17  | San Diego, Stati Uniti    |                                                                              |
| Vittoria  | 24-3   | Pedro Munhoz       | Decisione (unanime)              | UFC 269: Oliveira vs. Porier        | 11 dicembre 2021  | 3     | 5:00  | Las Vegas, Stati Uniti    | Fight of the Night                                                           |
| Vittoria  | 23-3   | Casey Kenney       | Decisione (non unanime)          | UFC 259: Błachowicz vs. Adesanya    | 6 marzo 2021      | 3     | 5:00  | Las Vegas, Stati Uniti    |                                                                              |
| Sconfitta | 22-3   | Henry Cejudo       | KO tecnico (ginocchiata e pugni) | UFC 249: Ferguson vs. Gaethje       | 9 maggio 2020     | 2     | 4:58  | Jacksonville, Stati Uniti | Per il titolo dei pesi gallo UFC                                             |
| Sconfitta | 22-2   | Cody Garbrandt     | Decisione (unanime)              | UFC 207: Nunes vs. Rousey           | 30 dicembre 2016  | 5     | 5:00  | Paradise, Stati Uniti     | Perde il titolo dei Pesi Gallo UFC. Fight of the Night                       |
| Vittoria  | 22-1   | Urijah Faber       | Decisione (unanime)              | UFC 199: Rockhold vs. Bisping 2     | 4 giugno 2016     | 5     | 5:00  | Inglewood, Stati Uniti    | Difende il titolo dei Pesi Gallo UFC                                         |
| Vittoria  | 21-1   | TJ Dillashaw       | Decisione (non unanime)          | UFC Fight Night: Dillashaw vs. Cruz | 17 gennaio 2016   | 5     | 5:00  | Boston, Stati Uniti       | Vince il titolo dei Pesi Gallo UFC, Fight of the Night                       |
| Vittoria  | 20-1   | Takeya Mizugaki    | KO Tecnico (pugni)               | UFC 178: Johnson vs Cariaso         | 27 settembre 2014 | 1     | 1:01  | Las Vegas, Stati Uniti    |                                                                              |
| Vittoria  | 19–1   | Demetrious Johnson | Decisione (unanime)              | UFC Live: Cruz vs. Johnson          | 1º ottobre 2011   | 5     | 5:00  | Washington, Stati Uniti   | Difende il titolo dei Pesi Gallo UFC, poi lasciato vacante                   |
| Vittoria  | 18–1   | Urijah Faber       | Decisione (unanime)              | UFC 132: Cruz vs. Faber             | 2 luglio 2011     | 5     | 5:00  | Las Vegas, Stati Uniti    | Difende il titolo dei Pesi Gallo UFC, debutto in UFC                         |
| Vittoria  | 17–1   | Scott Jorgensen    | Decisione (unanime)              | WEC 53: Henderson vs. Pettis        | 16 dicembre 2010  | 5     | 5:00  | Glendale, Stati Uniti     | Difende il titolo dei Pesi Gallo WEC, promosso a campione dei Pesi Gallo UFC |
| Vittoria  | 16–1   | Joseph Benavidez   | Decisione (non unanime)          | WEC 50: Cruz vs. Benavidez 2        | 18 agosto 2010    | 5     | 5:00  | Las Vegas, Stati Uniti    | Difende il titolo dei Pesi Gallo WEC                                         |
| Vittoria  | 15–1   | Brian Bowles       | KO Tecnico (stop medico)         | WEC 47: Bowles vs. Cruz             | 6 marzo 2010      | 2     | 5:00  | Columbus, Stati Uniti     | Vince il titolo dei Pesi Gallo WEC                                           |
| Vittoria  | 14–1   | Joseph Benavidez   | Decisione (unanime)              | WEC 42: Torres vs. Bowles           | 9 agosto 2009     | 3     | 5:00  | Las Vegas, Stati Uniti    |                                                                              |
| Vittoria  | 13–1   | Iván López         | Decisione tecnica (unanime)      | WEC 40: Torres vs. Mizugaki         | 5 aprile 2009     | 3     | 3:24  | Chicago, Stati Uniti      |                                                                              |
| Vittoria  | 12–1   | Ian McCall         | Decisione (unanime)              | WEC 38: Varner vs. Cerrone          | 25 gennaio 2009   | 3     | 5:00  | San Diego, Stati Uniti    |                                                                              |
| Vittoria  | 11–1   | Charlie Valencia   | Decisione (unanime)              | WEC 34: Faber vs. Pulver            | 1º giugno 2008    | 3     | 5:00  | Sacramento, Stati Uniti   | Passa ai Pesi Gallo                                                          |
| Vittoria  | 10–1   | Kenneth Aimes      | KO Tecnico (pugni)               | Total Combat 27                     | 22 marzo 2008     | 1     | -     | Yuma, Stati Uniti         |                                                                              |
| Sconfitta | 9–1    | Urijah Faber       | Sottomissione (ghigliottina)     | WEC 26: Condit vs. Alessio          | 24 marzo 2007     | 1     | 1:38  | Las Vegas, Stati Uniti    | Per il titolo dei Pesi Piuma WEC, debutto in WEC                             |
| Vittoria  | 9–0    | Shad Smith         | Decisione (unanime)              | TC 18: Nightmare                    | 4 novembre 2006   | 3     | 5:00  | San Diego, Stati Uniti    | Vince il titolo dei Pesi Piuma Total Combat                                  |
| Vittoria  | 8–0    | Juan Miranda       | Sottomissione (rear naked choke) | TC 16: Annihilation                 | 9 settembre 2006  | 1     | 4:00  | San Diego, Stati Uniti    | Vince il titolo dei Pesi Leggeri Total Combat                                |
| Vittoria  | 7–0    | Dave Hisquierdo    | Decisione (non unanime)          | Total Combat 15                     | 15 luglio 2006    | 3     | 5:00  | San Diego, Stati Uniti    | Debutto in Total Combat                                                      |
| Vittoria  | 6–0    | Michael Barney     | KO Tecnico (pugni)               | RITC 79: The Rage Returns           | 24 febbraio 2006  | 1     | 2:45  | Tucson, Stati Uniti       |                                                                              |
| Vittoria  | 5–0    | Nick Hedrick       | Decisione (unanime)              | RITC 75: Friday Night Fights        | 30 settembre 2005 | 3     | 3:00  | Glendale, Stati Uniti     |                                                                              |
| Vittoria  | 4–0    | Josh Donahue       | KO Tecnico (pugni)               | RITC 74: In Your Face               | 10 settembre 2005 | 2     | 1:09  | Casa Grande, Stati Uniti  |                                                                              |
| Vittoria  | 3–0    | Tom Schwager       | KO Tecnico (pugni)               | RITC 73: Arizona vs Nevada          | 6 agosto 2005     | 1     | 0:56  | Glendale, Stati Uniti     |                                                                              |
| Vittoria  | 2–0    | Rosco McClellan    | KO Tecnico (pugni)               | Rage in the Cage 70                 | 11 giugno 2005    | 2     | 1:26  | Glendale, Stati Uniti     |                                                                              |
| Vittoria  | 1–0    | Eddie Castro       | Decisione (non unanime)          | RITC 67: Back to the Dodge          | 29 gennaio 2005   | 3     | 3:00  | Phoenix, Stati Uniti      |                                                                              |